# Ticinolepis
Ticinolepis è un genere di pesci ossei estinti, appartenente agli olostei. Visse nel Triassico medio (Anisico - Ladinico, circa 243 - 239 milioni di anni fa) e i suoi resti fossili sono stati ritrovati in Europa.

## Descrizione
Questo pesce era di dimensioni medie: la specie più grande, Ticinolepis longaeva, era lunga fino a 25 centimetri. Il corpo era fusiforme e ricoperto da grandi scaglie rivestite da uno spesso strato di ganoina. Il cranio era grande (circa il 30-40% della lunghezza del corpo), e le orbite piuttosto piccole. La specie T. crassidens era più piccola e dotata di denti più grandi e robusti. 
Ticinolepis era caratterizzato da grandi ossa nasali, un grande osso infraorbitale proprio al centro del cerchio ventrale dell'orbita, uno spesso strato di ganoina sui fulcri, un mosaico di ossa suborbitali, la presenza di un presupracleitro, il ventre ricoperto da scaglie molto basse. 

## Classificazione
Ticinolepis è considerato un rappresentante degli olostei, il gruppo di pesci attinotterigi comprendenti attualmente l'amia (Amia calva) e i lepisostei (gen. Lepisosteus e Atractosteus), ma che nel corso del Mesozoico era molto più diversificato e diffuso. Sembra che Ticinolepis fosse un rappresentante basale degli olostei, dal momento che possedeva caratteristiche sia degli alecomorfi che dei ginglimodi (i due principali gruppi di olostei). 
Il genere Ticinolepis venne descritto per la prima volta nel 2016, sulla base di resti fossili ritrovati in Canton Ticino, nel famoso giacimento di Monte San Giorgio risalente al Triassico medio, e precedentemente attribuiti al genere Archaeosemionotus. La specie tipo è Ticinolepis longaeva, rinvenuta sia nella formazione di Besano (limite Anisico - Ladinico) che nei calcari di Meride (Ladinico), ma è nota anche T. crassidens, esclusiva della formazione di Besano e più geolocalizzata. 

## Paleoecologia
Ticinolepis longaeva è nota per numerosi esemplari che mostrano un'alta variabilità intraspecifica, sia a causa di cambiamenti ontogenetici che di variazioni morfologiche nel corso del tempo. T. crassidens, invece, possedeva alcune caratteristiche anatomiche strettamente connesse con una dieta durofaga, e la sua differente distribuzione stratigrafica e geografica può essere il risultato dell'occupazione di una specifica nicchia ecologica e di scarsa adattabilità ai cambiamenti ambientali.